# Паспорт гражданина Аргентины
Па́спорт граждани́на Аргенти́ны — документ, выдаваемый гражданам Республики Аргентины для выезда из страны. Для проезда по странам Союза южноамериканских наций данный паспорт не является необходимым. Достаточно предъявить Национальный документ удостоверяющий личность (исп. Documento Nacional de Identidad).
Паспорт выдаётся в каждой провинции Аргентины Национальным Реестром Населения (исп. Registro Nacional de las Personas) и действителен в течение 10 лет.